# 123. вечити дерби у фудбалу
123. вечити дерби у фудбалу је фудбалска утакмица одиграна у Београду 16. октобра 2004. године, између Црвене звезде и Партизана. Утакмица се завршила резултатом 0 : 0.